# Tadao Takahashi
Eduardo Tadao Takahashi   (Marília, 16 de desembre de 1950 - Campinas, 6 d'abril de 2022) va ser un informàtic i investigador brasiler. Va contribuir en la planificació, el desplegament i l'adopció d'Internet al Brasil i altres països llatinoamericans. Va ser director fundador de la Xarxa Nacional de Recerca (RNP) del Brasil, una xarxa acadèmica que coordinava accions per establir la columna vertebral nacional d'internet del país. Va ser inclòs al Saló de la Fama d'Internet el 2017.

## Biografia
Va néixer a Marília, a l'interior de l'estat de São Paulo. Era llicenciat en Ciències de la computació, Comunicació i Informàtica per la Universitat de Campinas, la Pontifícia Universitat Catòlica de Campinas i l'Institut Tecnològic de Tòquio, respectivament.
Takahashi va ser el fundador i primer director de la Xarxa Nacional de Recerca (RNP), una xarxa acadèmica brasilera que en els primordis d'internet es va coordinar amb altres xarxes acadèmiques nacionals per formar el que es convertiria en l'eix vertebrador d'Internet global i la base de l'internet brasiler. A l'RNP, va promoure un enfocament inclusiu i de baix cap a dalt de la gestió de xarxes que va ser un dels primers models de governança global d'Internet abans del model desenvolupat per l'Internet Corporation for Assigned Names and Numbers (ICANN). Va estar associat amb l'organització des del 1989 fins al 1996.
Takahashi també va ser el fundador i president del Programa Nacional per a la Societat de la Informació (SOCINFO), una iniciativa brasilera per ampliar la penetració d'internet en sectors clau, com ara la sanitat, l'educació i els serveis governamentals. També va impulsar iniciatives clau en polítiques sobre les tecnologies de la informació i les comunicacions d'organismes multilaterals, com ara les Nacions Unides, el Fòrum Econòmic Mundial i la Comissió Europea, per promoure l'adopció d'internet al Brasil com a factor decisiu pel seu desenvolupament social i econòmic. En les seves contribucions per permetre l'accés a Internet en algunes de les regions més remotes d'Amèrica Llatina, es va assenyalar que fins i tot va negociar amb els caps de la droga per demanar-los el permís per instal·lar equips i permetre l'accés a Internet a les zonessota el seu control. Va ser membre del Comitè de Direcció d'Internet del Brasil entre 1995 i 1996, i més tard de 1999 a 2002. També va ser membre del comitè assessor de membres de la ICANN el 1999.
Takahashi va ser inclòs al Saló de la Fama d'Internet com a connector global el 2017. Va morir a Campinas el 6 d'abril de 2022, als 71 anys, d'un atac de cor.